# Landtagswahl in der Steiermark 1919
- SDAPDÖ: 24
- CS: 35
- DDP: 2
- SBP: 9

Die Landtagswahl in der Steiermark 1919 wurde am 11. Mai 1919 durchgeführt und war die erste Landtagswahl in der Steiermark nach dem Ende des Ersten Weltkriegs. Dabei konnte die Christlichsoziale Partei (CSP) 46,5 % erzielen und stellte in der Folge 35 der 70 Landtagsabgeordneten. Den zweiten Platz belegte die Sozialdemokratische Arbeiterpartei Deutschösterreichs (SDAPDÖ), die 34,3 % und 24 Mandate erzielte. Zudem kandidierte die „Steirische Bauernpartei“ (SBP), die 12,7 % und neun Mandate erreichte. In der Folge schloss sich die Steirische Bauernpartei mit anderen Gruppierungen zum Landbund zusammen. Ebenfalls in den Landtag konnte die „Deutschdemokratische Partei“ (DDP) einziehen, die bei einem Stimmenanteil von 3,4 % zwei Mandate erhielt. Alle anderen kandidierenden Parteien verfehlten hingegen den Einzug in den Landtag.

## Wahlergebnis
|                                                                | Ergebnisse 1919 | Ergebnisse 1919 | Ergebnisse 1919 |
| -------------------------------------------------------------- | --------------- | --------------- | --------------- |
| Wahlberechtigte                                                | 532.024         | 532.024         | 532.024         |
| Wahlbeteiligung                                                | 68,77 %         | 68,77 %         | 68,77 %         |
|                                                                | Stimmen         | %               | Mand.           |
| Abgegebene Stimmen                                             | 365.861         |                 |                 |
| Ungültig                                                       | 1.601           | 0,44 %          |                 |
| Gültig                                                         | 363.890         | 99,46 %         |                 |
| Partei                                                         |                 |                 |                 |
| Christlichsoziale Partei (CSP)                                 | 169.338         | 46,53 %         | 35              |
| Sozialdemokratische Arbeiterpartei Deutschösterreichs (SDAPDÖ) | 124.673         | 34,26 %         | 24              |
| Steirische Bauernpartei                                        | 46.310          | 12,73 %         | 9               |
| Deutschdemokratische Partei                                    | 12.472          | 3,43 %          | 2               |
| Partei der Angestellten und Verbraucher                        | 3.990           | 1,10 %          | 0               |
| Oststeirische Volkspartei                                      | 3.573           | 0,98 %          | 0               |
| Nationalsozialistische Partei                                  | 2.028           | 0,56 %          | 0               |
| Deutschvölkische Einigungspartei                               | 1.506           | 0,41 %          | 0               |
| Gesamt                                                         | 363.890         | 100,00 %        | 70              |